# Cavallo Cars
Cavallo Cars war ein britischer Hersteller von Automobilen.

## Unternehmensgeschichte
Colin Robertson gründete 1983 das Unternehmen in Leeds in der Grafschaft West Yorkshire. Er begann mit der Produktion von Automobilen und Kits. Der Markenname lautete Cavallo. 1985 endete die Produktion. Equus Cars setzte die Produktion noch kurzzeitig fort. Insgesamt entstanden etwa vier Exemplare.

## Fahrzeuge
Das erste Modell war der Estivo. Ein Fahrgestell aus Stahl bildete die Basis. Darauf wurde eine offene Karosserie montiert. Das kleine Cabriolet bot Platz für vier Personen. Verschiedene Vierzylindermotoren vom Austin bzw. Morris 1100 und 1300 trieben die Fahrzeuge an. Es gab auch Pläne, die Motoren vom Austin Allegro und Austin Maxi zu verwenden. Der Estivo war ein Bausatzauto.
Der Equus erschien 1985. Es war das gleiche Modell, aber nur als Komplettfahrzeug erhältlich.